# Gangneung Stadium
Gangneung Stadium – wielofunkcyjny obiekt sportowy w miejscowości Gangneung w Korei Południowej.
Został otwarty 18 czerwca 1984 roku. Pojemność stadionu to 22 333 miejsc. Obecnie spełnia wszystkie kryteria FIFA do rozgrywania najważniejszych spotkań piłkarskich. Na stadionie swoje mecze domowe rozgrywa miejscowy klub Gangneung City FC oraz od 2009 roku Gangwon FC.
Na stadionie również swoje mecze rozgrywa reprezentacja Korei Południowej.